# Udler
Udler är en ort och kommun i Landkreis Vulkaneifel i förbundslandet Rheinland-Pfalz i Tyskland.. Motorvägen A1 passerar förbi orten.
Kommunen ingår i kommunalförbundet Verbandsgemeinde Daun tillsammans med ytterligare 37 kommuner.